# Becquerel (månekrater)
Becquerel er et nedslagskrater på Månen. Det befinder sig på den nordlige halvkugle på Månens bagside og er opkaldt efter den franske fysiker og nobelprismodtager A. Henri Becquerel (1852 – 1908).
Navnet blev officielt tildelt af den Internationale Astronomiske Union (IAU) i 1970. 
Krateret observeredes første gang i 1965 af den sovjetiske rumsonde Zond 3.

## Omgivelser
Becquerel ligger vest for H. G. Wellskrateret og nord-nordøst for det ligger krateret Bridgman. 

## Karakteristika
Krateret er gammelt og stærkt nedbrudt, så det nu kun er lidt mere end en uregelmæssig forsænkning i overfladen. Den ydre rand er blevet slidt og omformet, så den danner en forrevet, bjergrig egn omkring det fladere indre.
Den mest bemærkelsesværdige af formationerne på randen er "Becuerel X", som er del af et dobbeltkrater langs den nordvestlige rand. En kort dal løber parallelt med den sydvestlige del af randen og er mest sandsynligt dannet ved sammensmeltning af adskillige små kratere. Becquerels kraterbund er forholdsvis flad, men med ujævne områder og adskillige småkratere i overfladen. Der findes en mørk plet (lav albedo) på bunden nær randen i syd.

## Satellitkratere
De kratere, som kaldes satellitter, er små kratere beliggende i eller nær hovedkrateret. Deres dannelse er sædvanligvis sket uafhængigt af dette, men de får samme navn som hovedkrateret med tilføjelse af et stort bogstav. På kort over Månen er det en konvention at identificere dem ved at placere dette bogstav på den side af satellitkraterets midte, som ligger nærmest hovedkrateret. Becquerelkrateret har følgende satellitkratere:
| Becquerel | Længde  | Bredde   | Diameter |
| --------- | ------- | -------- | -------- |
| E         | 41,0° N | 131,5° Ø | 32 km    |
| F         | 40,9° N | 132,9° Ø | 21 km    |
| W         | 42,2° N | 126,9° Ø | 27 km    |
| X         | 42,2° N | 128,1° Ø | 34 km    |

## Måneatlas
- Billeder af Becquerelkrateret i LPI-måneatlasset